# Le Marathon d'automne
Pour plus de détails, voir Fiche technique et Distribution.
Le Marathon d'automne (en russe : Осенний марафон, Osenni marafon) est une comédie dramatique soviétique réalisée par Gueorgui Danielia et sortie en 1979,. Le film a remporté plusieurs prix lors de festivals, en particulier à la Mostra de Venise, au festival international du film de Saint-Sébastien ou encore à la Berlinale. Il a également été choisi pour représenter l'Union soviétique à la 52e cérémonie des Oscars, mais n'a pas été retenu dans la sélection finale.
Oleg Bassilachvili interprète le personnage principal, un homme marié passant par la crise de mi-vie, essayant de démêler ses relations complexes entre son épouse, sa maîtresse, ses voisins et ses collègues de travail. La distribution comprenait plusieurs interprètes soviétiques remarquables comme Evgueni Leonov, Natalia Gundareva, Marina Neïolova, Borislav Brondoukov, Nikolaï Krioutchkov et Galina Voltchek.

## Synopsis
L'histoire se déroule à Léningrad. Andrei Bouzykine (Oleg Bassilachvili) un homme d'âge mûr, est traducteur expérimenté qui collabore avec une maison d'édition et enseigne à l'université de Léningrad. Dans sa vie personnelle, il est déchiré entre sa femme Nina (Natalia Goundareva) et sa jeune maîtresse Alla (Marina Neïolova). Elle veut avoir un enfant de lui. Nina, une femme de son âge, est submergée par des problèmes du quotidien. Andreï n'arrive pas à avouer la vérité à sa femme ni à cesser de rencontrer sa maîtresse, il tente de sauver les apparences par des explications absurdes.
L'incapacité d'Andreï à dire « non » se manifeste dans ses relations avec les autres, par exemple, avec son invité, le professeur danois Hansen (Norbert Kuchinke), qui l'enrôle presque de force dans ses pratiques sportives. Au travail également, Varvara (Galina Voltchek) une collègue médiocre, profite de ses compétences et va jusqu'à se mêler de sa vie personnelle. Il ne réussit pas, malgré la charge de travail à refuser l'invitation de son voisin, le serrurier Kharitonov (Evgueni Leonov) qui les invite avec Hansen à prendre un verre avec lui, puis aller à la forêt pour cueillir des champignons. Andreï, qui n'est jamais à l'heure, perd son poste dans la maison d'édition.
Alla, lassée de l'indécision d'Andreï, décide de rompre avec lui.
Léna, la fille d'Andreï et Nina, déjà adulte, décide avec son mari de partir pour un voyage d'affaires pendant deux ans sur une lointaine Île Jokhov, sans même consulter ses parents, ce qui constitue un grand choc pour Nina.
Après le départ de sa fille, Andreï révèle à Nina son « ancienne » relation, mais dans une conversation mentionne accidentellement son passage en cellule de dégrisement (bien qu'il y fût seulement pour en délivrer Hansen). Torturée par les soupçons, Nina prend cela pour un autre mensonge ridicule et se dispute avec lui, puis quitte la maison. Il ressent soudain un souffle de la liberté, l'espace d'un instant. À ce moment, Alla l'appelle et cherche à se réconcilier avec lui. Pendant leur conversation, sa femme revient et, avec espoir, lui demande si vraiment il a abandonné sa maîtresse ? Aussitôt de sa voix habituelle, Andreï dit dans le combiné : « Je note pour demain à sept heures au département » — et les deux femmes réalisent simultanément et douloureusement que pour chacune d'elles rien n'a changé...
Lors des dernières séquences du film, Andreï en chemise, cravate et pantalon, continue son marathon au côté de Hansen dans la soirée qui descend sur la métropole...

## Fiche technique
- Titre : Le Marathon d'automne
- Titre original : en russe : Осенний марафон - Ossenniy marafon
- Réalisation : Gueorgui Danielia
- Scénario : Alexandre Volodine
- Photographie : Sergueï Vronski
- Décors : Levan Chenguelia, Eleonora Nemetchek
- Musique : Andreï Petrov
- Ingénieur du son : Alexandre Pogossian
- Production : Mosfilm
- Pays de production :  Union soviétique
- Durée : 89 minutes
- Genre : comédie dramatique
- Langue : russe

## Distribution
- Oleg Bassilachvili : Andrei Pavlovitch Bouzykine
- Natalia Goundareva : Nina Ievlampievna Bouzykina
- Marina Neïolova : Alla Mikhailovna Iermakova, la maîtresse de Bouzykine
- Evgueni Leonov : Vassili Ignatievitch Kharitonov, le voisin de Bouzykine
- Norbert Kouchinke : Bill Hansen, le professeur danois
- Nikolaï Krioutchkov : l'oncle Kolia, le voisin de Alla
- Galina Voltchek : Varvara Nikititchna
- Olga Bogdanova : Ielena, la fille de Bouzykine
- Dmitri Matveïev : Viktor, le gendre de Bouzykine
- Borislav Brondoukov : témoin de l'accident de la route
- Vladimir Grammatikov : Evgueni, l'ami d'Alla
- Nikita Podgorny : Georges Viriguine, directeur des éditions
- Vladimir Pojidaïev : chauffeur
- Gueorgui Danielia : Otto Skorzeny dans le film regardé par les protagonistes
- Vladimir Firsov : Lifanov, l'étudiant
- Vadim Medvedev : Cherchavnikov, collègue de Bouzykine
- Lioudmila Ivanova : épisode

## Récompenses
- Coquille d'or du Festival international du film de Saint-Sébastien 1979[4]
- Grand prix du Festival de Chamrousse 1980[1]